# Szépligeti Győző
Szépligeti Győző, született Schönauer Viktor Bernárd (Zirc, 1855. augusztus 21. – Budapest, 1915. március 24.)  tanár, zoológus, entomológus.

## Életpályája
Schönauer Mihály és Gyurikovich Terézia fia. 1870-ben változtatta nevét Szépligetire. 1877-ben a Budapesti Tudományegyetemen szerzett természetrajzi–vegytantanári oklevelet. 1877–1879 és 1890–1912 között budapesti főreáliskolai és a közbeeső időben a Ferencvárosban polgári iskolai tanár volt. 1912-ben ment nyugdíjba. Már diákkorától kezdve gyűjtötte a növényeket, főképp Budapest környékén, de később ellátogatott az ország távolabbi részeire is. Más botanikusoktól kapott növényekkel is gazdagította herbáriumát, így nemcsak Európából, hanem a tengerentúlról is szerzett mintákat. Az általa ajándékozott gyűjtemény alapozta meg a Magyar Természettudományi Múzeum egész Kárpát-medencét felölelő, ma már európai hírű gubacsgyűjteményét.
Kiemelkedő eredményeket ért el a rovarok, különösen a gubacsokozó Braconida és Ichneumonida faunájának kutatásában. Közel 20 új faj és génusz viseli a nevét.
- Az MKE (Magyarországi Kárpát Egyesület) Budapesti Osztály választmányi tagja (1890-1905)
- A kirándulási bizottság tagja (1890-1891)
- A BETE választmányi tagja (1910), ellenőre (1911)
- Az MTE (Magyar Turista Egyesület) alapító tagja.

## Művei
- Adatok a magyarországi Pimpla-félék ismeretéhez (Budapest, 1898)
- Magyarországi új Braconidák (Budapest, 1900)
- A palaearktikus Braconidák meghatározó táblázatai (Budapest, 1902)
- Ichneumonida (In. Wystsmann: Genera Insectorum c. gyűjteményes munkában, Brüsszel, 1905 és 1911).
- Fauna Regni Hungariae (A Magyar Birodalom állatvilága) / III. Ízeltlábúak/Legyek társszerző (Budapest, 1918)